# دیگو مارتین
دیگو مارتین (به لاتین: Diego Martin) یک منطقهٔ مسکونی در ترینیداد و توباگو است که در استان دیگو مارتین واقع شده‌است.